# Dawda Jallow (Leichtathlet)
Dawda Jallow (* 22. Dezember 1966) ist ein Leichtathlet aus dem westafrikanischen Staat Gambia, der sich auf die Kurzstrecke spezialisiert hat. Er nahm an vier Olympischen Spielen teil und führte als Flaggenträger die Delegation des Landes 1988, 1992 und 1996. Während dieser Zeit gehörte er der University of Georgia an. Jallow hält den nationalen Rekord über 400 Meter.

## Olympia 1984
Dawda Jallow nahm bei den Olympischen Sommerspielen 1984 in Los Angeles an zwei Wettbewerben teil:
- Im Wettbewerb 400-Meter-Lauf lief er im ersten Vorlauf 48,36 s, wurde Siebter in diesem Lauf und qualifizierte sich damit nicht für die nächste Runde.
- Im Wettbewerb 4 × 100-m-Staffel lief er zusammen mit Bakary Jarju, Abdurahman Jallow und Sheikh Omar Fye. Jallow lief als Zweiter der Staffel, die im Vorlauf mit 40,73 s Letzte wurde und sich damit nicht für das Halbfinale qualifizieren konnte.

## Olympia 1988
Dawda Jallow nahm bei den Olympischen Sommerspielen 1988 in Seoul an einem Wettbewerb teil:
- Im Wettbewerb 400-Meter-Lauf lief er im ersten Vorlauf 46,91 s, wurde Dritter in diesem Lauf und qualifizierte sich damit für die nächste Runde. In der zweiten Runde lief er 46,95 s als Siebter und qualifizierte sich damit nicht für die nächste Runde.

## Olympia 1992
Dawda Jallow nahm bei den Olympischen Sommerspielen 1992 in Barcelona an einem Wettbewerb teil:
- Im Wettbewerb 4 × 100-m-Staffel lief er zusammen mit Momodou Sarr, Abdoulie Janneh und Lamin Marikong. Jallow lief als Erster der Staffel, die im Vorlauf mit 40,98 s Letzte wurde und sich damit nicht für das Halbfinale qualifizieren konnte.

## Olympia 1996
Dawda Jallow nahm bei den Olympischen Sommerspielen 1996 in Atlanta an drei Wettbewerben teil:
- Im Wettbewerb 400-Meter-Lauf lief er im ersten Vorlauf 46,73 s, wurde Fünfter in diesem Lauf und qualifizierte sich damit nicht für die nächste Runde.
- Im Wettbewerb 4 × 100-m-Staffel lief er zusammen mit Momodou Sarr, Cherno Sowe und Pa Modou Gai. Jallow lief als Zweiter der Staffel, die im Vorlauf mit 41,80 s Letzte wurde und sich damit nicht für das Halbfinale qualifizieren konnte.
- Im Wettbewerb 4 × 400-m-Staffel lief er zusammen mit Momodou Drammeh, Lamin Drammeh und Assan John. Jallow lief als Erster der Staffel, die aber den Lauf nicht beendete und sich damit nicht weiter qualifizieren konnte.

## Persönliche Bestzeiten
- 100 Meter: 10,50 s (1984)
- 400 Meter: 45,48 s (1993)